# Sarniza
Sarniza (russisch Зарница, deutsch: Wetterleuchten) ist ein sowjetisches Rundsicht- und Zielverfolgungs-Radarsystem welches hauptsächlich auf Torpedo- und Patrouillenbooten eingesetzt wurde. Der NATO-Codename lautet Skin Head.

## Aufbau und Einsatz

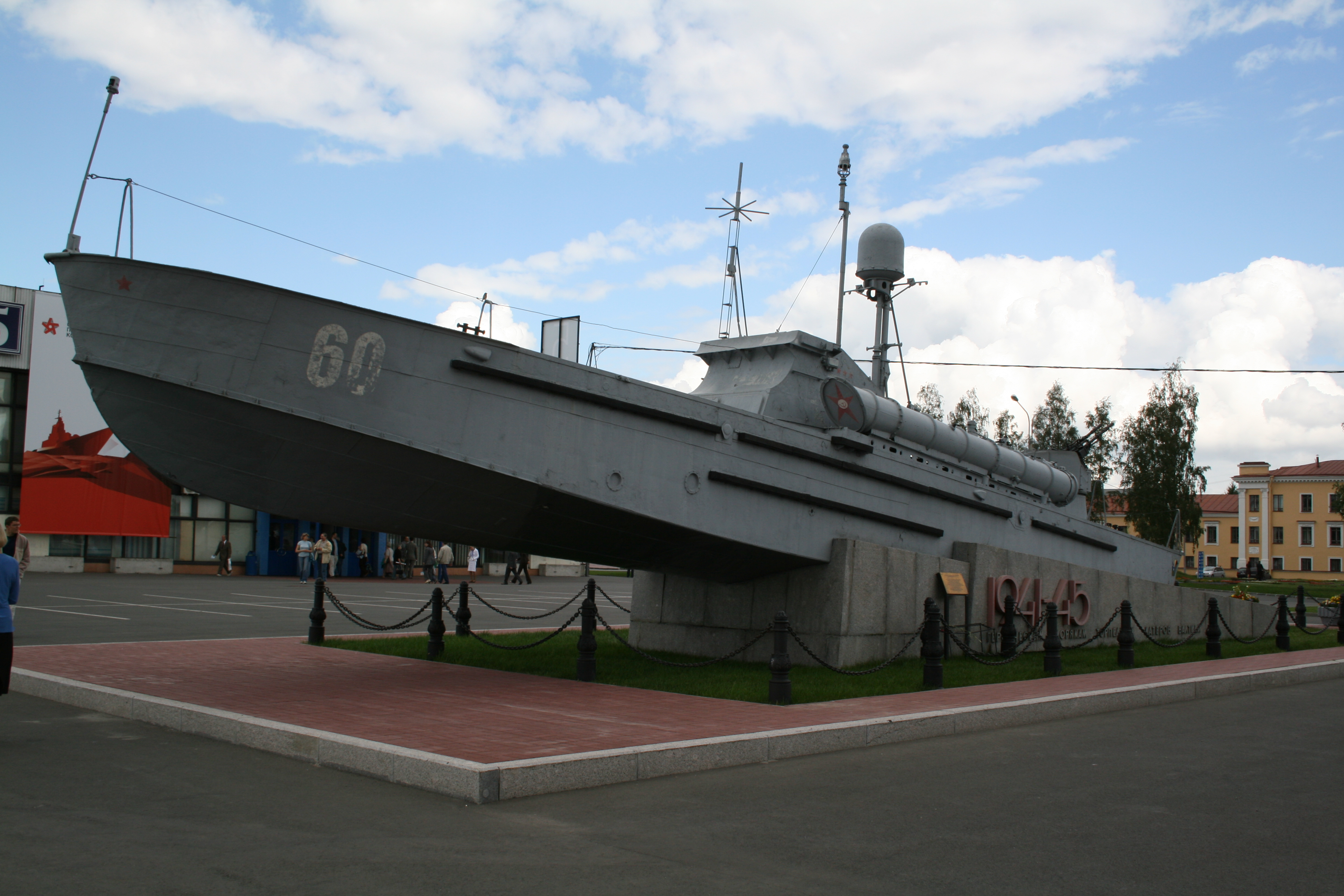
Boot der P-4-Klasse mit Sarniza-Radom am Mast

Die Antenne des Systems befindet sich in einem Radom von etwa 0,8 m Durchmesser und 1 m Höhe. Hauptaufgabe des Systems ist die Seeüberwachung und Torpedo-Feuerleiteinrichtung. Zusätzlich verfügt es über stark eingeschränkte Fähigkeiten zur Luftraumüberwachung.
Während des Zweiten Weltkriegs wurden im Rahmen des Leih- und Pachtgesetzes PT-Schnellboote an die Sowjetunion geliefert. Das auf einigen Booten (z. B. den Higgins-Booten) eingesetzte Radar der SO-Serie diente nach dem Krieg vermutlich als Grundlage für die Entwicklung dieses Gerätes.

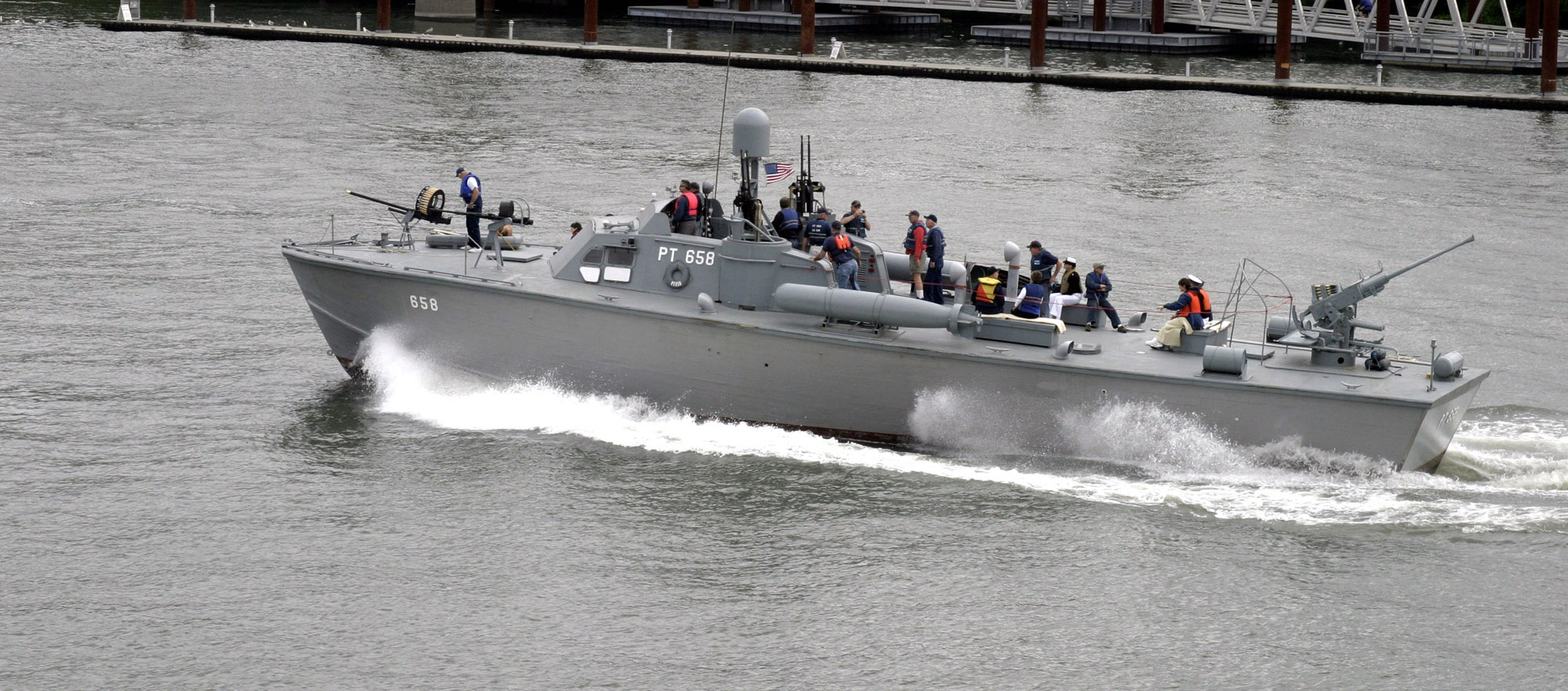
US PT-Boot(Higgins-Boot) PT-658 mit SO-Radom

Das Gerät wurde zwischen 1946 und 1948 entwickelt und im Sommer 1948 im Schwarzen Meer getestet. Bei den Tests wurden Zerstörer ab 7,5 sm, Torpedoboote ab 3,4 sm und Flugzeuge in einer Flughöhe von 100 bis 300 m ab 9 bis 17 sm Entfernung geortet.
Das System wurde ab 1950 eingesetzt und ab 1960 durch Radargeräte der Typen Reja und MR-102 Baklan abgelöst.
Das System kam unter anderem in folgenden Schiffsklassen zum Einsatz:
- P-4-Klasse (Projekt 123)
- P-6-Klasse (Projekt 183)
- P-8-Klasse (Projekt 183T)
- MO-IV-Klasse (Projekt 199) (teilweise)

## Lizenzbauten
In China wurden diese Geräte in den 1960er Jahren gebaut. Die chinesische Bezeichnung ist unbekannt. Die Systeme wurden unter anderem in folgenden chinesischen und nordkoreanischen Schiffsklassen verwendet:
- Hainan-Klasse (Typ 037)
- Shanghai-II-Klasse (Typ 062)
- Chong-Jin-Klasse
- Sin Hung-Klasse

## Technische Daten
| Technische Daten Sarniza „Skin Head“ | Technische Daten Sarniza „Skin Head“ |
| ------------------------------------ | ------------------------------------ |
| Frequenzbereich                      | S-Band (3000 MHz)                    |
| Pulswiederholzeit                    |                                      |
| Pulswiederholfrequenz                | 400 Hz                               |
| Sendezeit (PW)                       | 1 µs                                 |
| Empfangszeit                         |                                      |
| Totzeit                              |                                      |
| Pulsleistung                         | 80 kW                                |
| Durchschnittsleistung                |                                      |
| angezeigte Entfernung                |                                      |
| Entfernungsauflösung                 |                                      |
| Öffnungswinkel                       | etwa 17°                             |
| Trefferzahl                          |                                      |
| Antennenumlaufzeit                   |                                      |